# ツヴァイゲルト

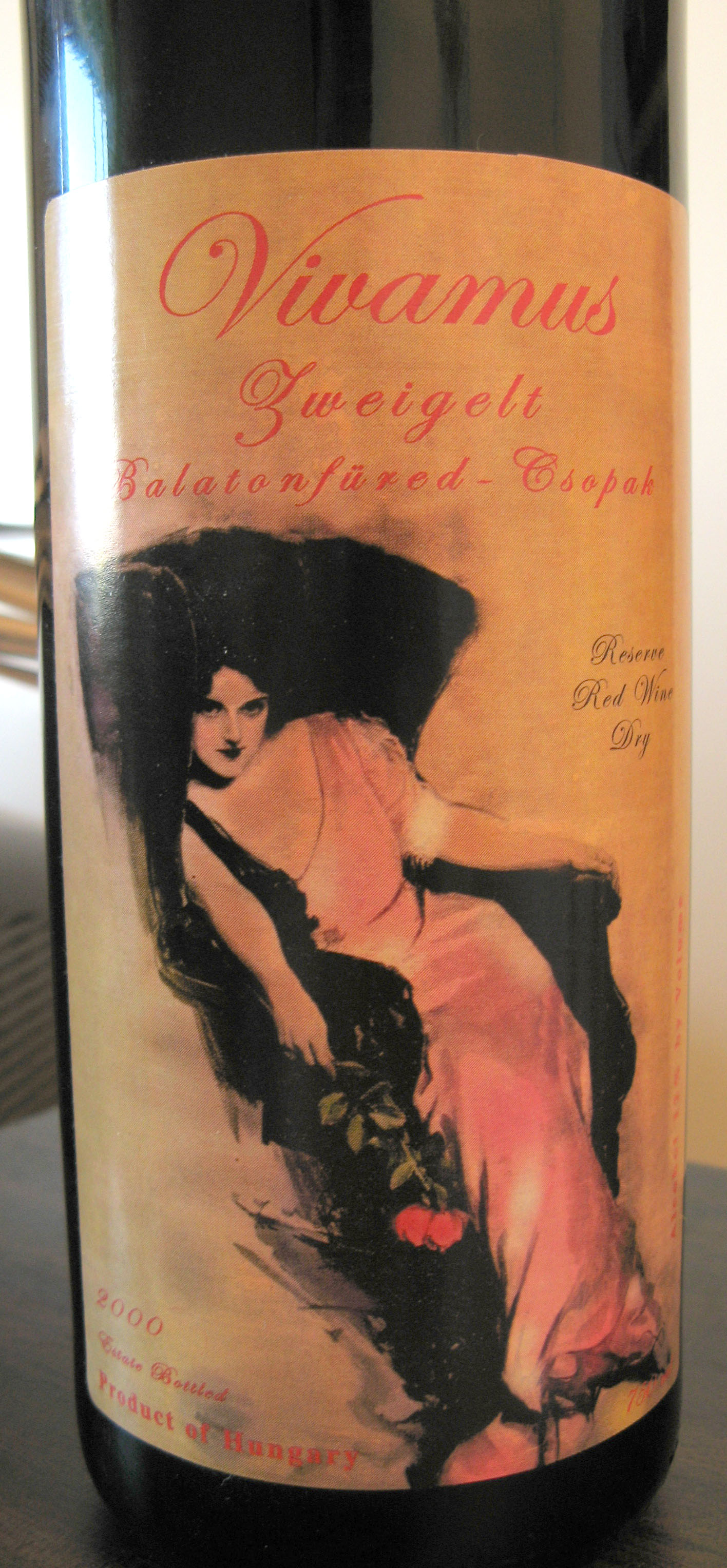
ハンガリーのツヴァイゲルトのワイン

ツヴァイゲルト（ドイツ語: Zweigelt）は赤ワイン用のブドウ品種。1922年にオーストリアのクロスターノイブルクのブドウ栽培学および果実学連邦工科大学において、フリッツ・ツヴァイゲルトによって開発された。この品種は、サン・ローラン & ブラウフレンキッシュの交配によって生まれた。現在では、オーストリアで最も広く栽培されている赤ブドウ品種であり、カナダの葡萄園でも時折見られる。2008年、オーストリアのブドウ農場は6,512ヘクタール (16,090エーカー)に達し、オーストリアの代表的な赤ワインの品種の一つとして2000年代に拡大した。

## 栽培地域
オーストリアで広く栽培されているツヴァイゲルトのブドウは、ハンガリーで限定的に栽培されたものがカナダのワイン生産地域であるオンタリオ州のナイアガラ半島やブリティッシュコロンビア州に進出している。チェコにおいては、"ツヴァイゲルトレーベ"として知られており、3番目に広く栽培されている赤ブドウ品種で、総ブドウ農場面積の約4.7%を占める。スロバキアではほとんどの生産地域で栽培されている。2010年現在、新たに設立されたベルギーとポーランドの葡萄園でもまたツヴァイゲルトの栽培を始めた。2014年現在、アメリカのワシントン州では、Wilridge WineryおよびPerennial Vintnersを含むいくつかの小規模な作付け（数エーカー程度）が行われている。

### 日本での栽培地域
日本では2016年 (平成28年)の国税庁統計で243tのツヴァイゲルトが収穫されており、全ワイン用ブドウ品種生産量の1.1%を占め、赤ワイン用の全赤ブドウ品種の中で第10位の生産量。そのうち201tが北海道での生産で、北海道での赤ブドウ品種では第2位の生産量である。

## 別名
ツヴァイゲルトは、ロートブルガー "Rotburger" (ロートベルグ "Rotberger" と混同しないよう注意)、ツヴァイゲルトレーベ、ブラウアー・ツヴァイゲルトとも呼ばれている。